# Leptotarsus flavoscapus
Leptotarsus flavoscapus är en tvåvingeart som först beskrevs av Alexander 1922.  Leptotarsus flavoscapus ingår i släktet Leptotarsus och familjen storharkrankar. Inga underarter finns listade i Catalogue of Life.